# فوریس
فوریس (به اسپانیایی: Forés) یک منطقهٔ مسکونی در اسپانیا است که در کونکا د باربرا واقع شده‌است. فوریس ۱۶٫۰ کیلومتر مربع مساحت دارد.